# Kommunales Energiemanagement-System
Das Kommunale Energiemanagement-System, kurz Kom.EMS, ist ein auf die kommunalen Anforderungen spezialisiertes und standardisiertes Webwerkzeug zum Auf- und Ausbau eines Energiemanagements.

## Entstehung und Historie
Das Kommunale Energiemanagement-System ist eine gemeinschaftliche Entwicklung der Landesenergieagenturen aus Sachsen, Baden-Württemberg, Thüringen und Sachsen-Anhalt.
Die Veröffentlichung und Vorstellung des Webtools erfolgte am 13. September 2018 im Rahmen eines Treffens der Bund/Länder Arbeitsgemeinschaft „Klima, Energie, Mobilität - Nachhaltigkeit“ in Berlin.
Seit 2020 ist Kom.EMS auch für Kommunen aus den Bundesländern Hessen, Nordrhein-Westfalen, Brandenburg und Niedersachsen verfügbar.

## Inhalte
Ziel des webbasierten Werkzeugs Kom.EMS ist die Erschließung von Effizienz- und Energieeinsparpotentialen durch eine systematische und kontinuierliche Herangehensweise bei der Bewirtschaftung kommunaler Gebäude und Anlagen. Der Fokus liegt dabei auf der Kosten- und Verbrauchsreduzierung durch nicht- und geringinvestive Maßnahmen im Bestand sowie der Vorbereitung zielgerichteter Investitionen bei Sanierung und Neubau.
Über die Website komems.de sind vier Instrumente verfügbar, die teils direkt, teils nur durch vorherige Registrierung zugänglich sind. Die Registrierung und kostenfreie Nutzung ist nur für Städte, Gemeinden und Landkreise der beteiligten Bundesländer möglich.
- Kom.EMS Leitfaden ist eine Anleitung für den systematischen Aufbau eines kommunalen Energiemanagements. Er ist kostenfrei als pdf[3] bzw. in Form einer gedruckten Broschüre[4] erhältlich
- Kom.EMS Check ist ein frei zugängliches Online-Formular, mit dem kommunale Verwaltungen die Qualität ihres bestehenden Energiemanagements prüfen können.
- Kom.EMS Wissensportal ist eine Sammlung von Arbeitshilfen, Checklisten, Tipps und Beispielen für das Energiemanagement (z. B. Muster-Beschlussvorlagen, Anforderungen an Energieberichte etc.). Für die Nutzung ist eine vorherige Anmeldung notwendig.
- Kom.EMS Qualitätssicherung ist ein nach Handlungsfeldern geordneter Fragen-, Nachweis- und Bewertungskatalog für eine interne und externe Qualitätsprüfung. Für die Nutzung ist eine vorherige Anmeldung notwendig.

## Auszeichnungen
Im Januar 2020 wurde Kom.EMS für den Deutschen Innovationspreis für Klima und Umwelt 2020 nominiert. Am 26. März 2020 erfolgte die Auszeichnung in der Kategorie „Produkt- und Dienstleistungsinnovationen für den Klimaschutz“.
Im November 2020 erhielt das Online-Werkzeug Kom.EMS den Perpetuum Energieeffizienzpreis 2020 der Deutschen Unternehmensinitiative Energieeffizienz (DENEFF).